# Digital mörkrumsteknik
Det digitala mörkrummet är inget annat än en välförsedd dator utrustad med:
1. Kortläsare för digitalkameror.
2. Scanner för bilder.
3. Scanner för diabilder och negativfilm.
4. En bra bläckstråleskrivare för papper.
5. Kraftfulla programinstallationer för digital bildmanipulering.

Ett digitalt mörkrum bör kunna ta hand om svartvita negativ och glasplåtar för att göra digitala bilder av dessa.
Möjligheterna att rätta till färgstick och kontrastökning eller -försvagning är i det närmaste outtömlig med modern datateknik, det digita mörkrummet bör med lätthet kunna överföra diabilder till visningprogram som till exempel PowerPoint.
Bildbehandingsprogrammet Photoshop är det professionella programmet och de facto-standard; programmet Gimp är ett fri motsvarighet till Photoshop. Många fotoprogram klarar den traditionella fotografens önskelista såsom restituering (som traditionellt görs med storformatskamera eller tilt-objektiv) av motiv, korrigering av färgstick och justering av vinjettering och annan efterbelysning.
Den manuella retuscheringen av röda ögon sker lätt i stort sett alla bildprogram. Möjligheterna är dock även oändliga inom området ren motivförfalskning eller medelst manipulering peka på en sanning som döljs, även kallat fotomontage.
Arkiveringen som tidigare krävde stort ytrymme i form av negativmappad, diaskåp och hyllor sker med mellanlagringsenheter av olika typer som finnes i fotohandeln.  Visning sker i datorn eller med data/videoprojektorer som färbättras och är nu är mindre än en traditionell diaprojektor.